# Obwód Pazardżik
Obwód Pazardżik (bułg. Област Пазарджик) – jedna z 28 jednostek administracyjnych Bułgarii, położona w środkowo-zachodniej części kraju.

## Skład etniczny
W obwodzie żyje 310 723	ludzi, z tego 261 260 Bułgarów (84,08%), 20 448 Turków (6,58%), 23 970 Romów (7,71%), oraz 5 045 osób innej narodowości (1,62%). (http://www.nsi.bg/Census_e/Census_e.htm)